# Autoroute 25 (Québec)
Pour les articles homonymes, voir A25.
L'autoroute 25 (A-25), aussi connue sous le nom de Autoroute Louis-Hippolyte-La Fontaine est une autoroute interurbaine québécoise desservant les régions de Montréal, Laval et Lanaudière. Elle relie Longueuil sur la rive-sud du fleuve Saint-Laurent à Saint-Esprit dans Lanaudière, à 50 kilomètres au nord-ouest. Elle est le principal lien routier de l'est de Montréal et la seule autoroute reliant directement la Rive-Sud à la Rive-Nord de Montréal.
La section sud l'A-25 fait partie de la Route transcanadienne, entre l'Autoroute Métropolitaine (A-40) et l'Autoroute Jean-Lesage (A-20). Elle est accompagnée tout au long de son trajet par la route 125, de desserte locale qui peut aussi lui servir d'alternative lors de fermeture importante, et qui devient le principal lien routier vers le nord de Lanaudière, en direction de Saint-Donat. Sa section la plus achalandée se situe entre l'échangeur Anjou et le l'avenue Souligny avec un débit journalier moyen de 158 000 véhicules.

## Description
L'extrémité sud de l'A-25 est le prolongement naturel de l'autoroute Jean-Lesage, au croisement de la route 132 et de l'autoroute 20, aux approches sud du pont-tunnel Louis-Hippolyte-La Fontaine. L'extrémité nord de l'autoroute est à Saint-Esprit, à une intersection avec les routes 125 et 158.
L'A-25 comporte un pont à péage, le pont Olivier-Charbonneau enjambant la rivière des Prairies, entre Montréal et Laval.

## Futur
Le MTQ prévoit prolonger l'A-25 vers le nord, au-delà de Saint-Esprit, vers Sainte-Julienne et Rawdon,.

## Historique
Avant mai 2011, il manquait une partie du tracé originellement prévu pour traverser la rivière des Prairies. Après plusieurs années d'attente, les travaux de construction de ce tronçon ont débuté en 2008. Un nouveau pont payant enjambant la rivière des Prairies est construit, ainsi que le tronçon reliant l'angle Henri-Bourassa / A-25 à un nouvel échangeur avec l'A-440, à Laval. Ces travaux, de plus de 500 millions de dollars, ont été effectués dans le cadre d'un partenariat public-privé. Le nouveau pont de l'A-25 a ouvert le 21 mai 2011, soit cinq mois avant la date de l'ouverture prévue au début des travaux.
Avant la construction de ce nouveau tronçon, une section temporaire de l'A-25 existait entre l'angle Boulevard Pie-IX / Boulevard Henri-Bourassa et l'échangeur avec l'A-440. Maintenant les travaux terminés, le boulevard Henri-Bourassa ne fait plus partie de l'autoroute 25 et la portion entre le boulevard Henri-Bourassa et l'A-440 est devenue une section de la route 125 (axe du Boulevard Pie-IX).
Originellement, l'A-25 devait débuter à la sortie 4 actuelle (avenue Souligny). Le pont-tunnel Louis-Hippolyte-La Fontaine devait être une section de l'A-20, qui devait bifurquer, à la sortie 4, vers le centre-ville et rejoindre l'A-720 (qui serait devenue l'A-20). Ce projet a été abandonné, et les numéros de sorties n'ont été ajustés qu'au début des années 2000.
| Kilomètre | Kilomètre | Année | Notes                                                                 |
| --------- | --------- | ----- | --------------------------------------------------------------------- |
| 0 à 4     | 0 à 4     | 1967  | Pont-tunnel Louis-Hippolyte-La Fontaine                               |
| 4 à 7     | 4 à 7     | 1966  | Avenue Souligny, Montréal à Rue Bombardier, Montréal                  |
| 7 à 10    | 7 à 10    | 2002  | Rue Bombardier, Montréal à Boulevard Henri-Bourassa, Montréal         |
| 10 à 17   | 10 à 17   | 2011  | Boulevard Henri-Bourassa, Montréal à l’A-440, Laval                   |
| 17 à 44   | 17 à 44   | 1971  | De l’A-440, Laval au Chemin du Ruisseau Saint-Jean, Saint-Roch-Ouest  |
| 44 à 46   | 44 à 46   | 1999  | Ruisseau Saint-Jean, Saint-Roch-Ouest à la rue Montcalm, Saint-Esprit |
| 46 à Fin  | 46 à Fin  | 2001  | Rue Montcalm, Saint-Esprit à R-125, Saint-Esprit                      |

## Liste des sorties
| MRC                                                                     | Municipalité            | km          | Sortie                             | Destinations                                                                             | Notes |
| ----------------------------------------------------------------------- | ----------------------- | ----------- | ---------------------------------- | ---------------------------------------------------------------------------------------- | --- |
| Longueuil                                                               | Longueuil               | 0,00        | —                                  | A-20 est vers A-30 – Québec, Sorel-Tracy, Aéroport de Saint-Hubert                       | Terminus sud de la désignation d'Autoroute transcanadienne, elle se poursuit sur l'A-20 est                                                                  |
| Longueuil                                                               | Longueuil               | 0,40        | 90                                 | A-20 ouest / R-132 vers A-15 – Varennes, La Prairie, Aéroport P.E. Trudeau, USA          | Sortie 90 de l'A-20 ouest / R-132; sortie 89 de l'A-20 est                                                                                                   |
| Fleuve Saint-Laurent                                                    | Fleuve Saint-Laurent    | 0,40–0,90   | Pont Louis-Hippolyte-La Fontaine   | Pont Louis-Hippolyte-La Fontaine                                                         | Pont Louis-Hippolyte-La Fontaine |
| Fleuve Saint-Laurent                                                    | Fleuve Saint-Laurent    | 1,10        | 1                                  | Île Charron                                                                              | |
| Fleuve Saint-Laurent                                                    | Fleuve Saint-Laurent    | 1,70–3,10   | Tunnel Louis-Hippolyte-La Fontaine | Tunnel Louis-Hippolyte-La Fontaine                                                       | Tunnel Louis-Hippolyte-La Fontaine |
| Montréal                                                                | Montréal                | 3,60        | 3                                  | Rue Notre-Dame / Rue Hochelaga                                                           | Rue Hochelaga indiqué en direction nord seulement |
| Montréal                                                                | Montréal                | 4,10        | 4                                  | Montréal (Centre-ville) / Pont J. Cartier                                                | Accès via Avenue Souligny |
| Montréal                                                                | Montréal                | 5,40        | 5                                  | R-138 (Rue Sherbrooke) / Boulevard Y. Prévost / Rue Hochelaga                            | Rue Hochelaga indiqué en direction sud seulement |
| Montréal                                                                | Montréal                | 6,40        | 7                                  | Boulevard W.-Pelletier / Boulevard Châteauneuf                                           | Sortie direction nord |
| Montréal                                                                | Montréal                | 7,10        | 6                                  | Rue Beaubien / Boulevard Yves-Prévost                                                    | Sortie direction sud |
| Montréal                                                                | Montréal                | 7,60        | 8                                  | A-40 – Trois-Rivières, Québec, Gatineau, Ottawa, Aéroport P.E. Trudeau, Aéroport Mirabel | Terminus nord de la désignation d'Autoroute transcanadienne, elle se poursuit sur l'A-40 ouest; indiqué sortie 8‑E (est) et 8-O (ouest); sortie 80 de l'A‑40 |
| Montréal                                                                | Montréal                | 9,00        | 9                                  | Rue Bombardier                                                                           | Sortie direction nord |
| Montréal                                                                | Montréal                | 9,30        | 10                                 | Boulevard Henri-Bourassa / Boulevard Perras / Boulevard Maurice-Duplessis                | Sortie direction nord |
| Montréal                                                                | Montréal                | 11,50       | 9                                  | Boulevard Henri-Bourassa / Rue Bombardier                                                | Sortie direction sud |
| Montréal                                                                | Montréal                | 12,90       | 10                                 | Boulevard Perras / Boulevard Maurice-Duplessis                                           | Sortie direction sud |
| Rivière des Prairies                                                    | Rivière des Prairies    | 12,90–14,20 | Pont Olivier-Charbonneau (péage)   | Pont Olivier-Charbonneau (péage)                                                         | Pont Olivier-Charbonneau (péage) |
| Laval                                                                   | Laval                   | 14,30       | 14                                 | R-125 (Montée Masson) / Avenue Marcel Villeneuve / Boulevard Lévesque                    | R-125 (Montée Masson) et Avenue Marcel-Villeneuve indiqués en direction nord seulement                                                                       |
| Laval                                                                   | Laval                   | 15,50       | 17                                 | A-440 ouest                                                                              | Sortie 35 de l'A-440 |
| Laval                                                                   | Laval                   | 19,80       | 20                                 | Boulevard des Mille-Îles                                                                 | |
| Rivière des Mille Îles                                                  | Rivière des Mille Îles  | 20,10       | Pont Lepage                        | Pont Lepage                                                                              | Pont Lepage |
| Rivière des Mille Îles                                                  | Rivière des Mille Îles  | 20,60       | 21                                 | Île Saint-Jean                                                                           | |
| Rivière des Mille Îles                                                  | Rivière des Mille Îles  | 21,00       | Pont Mathieu                       | Pont Mathieu                                                                             | Pont Mathieu |
| Les Moulins                                                             | Terrebonne              | 21,50       | 22                                 | R-344 (Boulevard des Seigneurs) – Terrebonne (Centre-ville)                              | Sortie direction nord, entrée direction sud; indiqué sortie 22-E (est) et 22-O (ouest)                                                                       |
| Les Moulins                                                             | Terrebonne              | 22,30       | 23                                 | R-337 (Boulevard Moody / Chemin Gascon) – Terrebonne (Centre-ville)                      | Terrebonne (Centre-ville) indiqué en direction sud seulement                                                                                                 |
| Les Moulins                                                             | Terrebonne              | 24,40       | 24                                 | R-125 (Montée Masson) / Rue Grande-Allée                                                 | Rue Grande-Allée indiqué en direction nord seulement |
| Les Moulins                                                             | Terrebonne              | 25,50       | 25                                 | A-640 vers A-40 – Repentigny, Québec, Saint-Eustache, Aéroport Mirabel                   | Sortie 42 de l'A-640 |
| Les Moulins                                                             | Terrebonne              | 26,40       | 25                                 | Avenue de l'Esplanade                                                                    | Sortie direction nord, entrée direction sud |
| Les Moulins                                                             | Mascouche               | 28,40       | 28                                 | Chemin Sainte-Marie – Mascouche (Centre-Ville)                                           | |
| Les Moulins                                                             | Mascouche               | 29,80       | 30                                 | Chemin Saint-Pierre                                                                      | |
| Les Moulins                                                             | Mascouche               | 34,30       | 34                                 | Chemin Saint-Henri – L'Épiphanie                                                         | |
| Montcalm                                                                | Saint-Roch-de-l'Achigan | 38,60       | 38                                 | Rue Armand-Majeau                                                                        | Direction nord seulement |
| Montcalm                                                                | Saint-Roch-de-l'Achigan | 41,00       | 41                                 | Rang du Ruisseau-des-Anges Sud                                                           | |
| Montcalm                                                                | Saint-Roch-Ouest        | 44,30       | 44                                 | R-125 sud / R-339 – Saint-Roch-de-l'Achigan                                              | Terminus sud du multiplex avec la R-125 |
| Montcalm                                                                | Saint-Esprit            | 47,30       | 46                                 | R-158 ouest – Saint-Lin-Laurentides, Saint-Jérôme                                        | Terminus sud du multiplex avec la R-158 |
| Montcalm                                                                | Saint-Esprit            | 48,60       | —                                  | Rue Montcalm / Rang de la Rivière S                                                      | Intersection à niveau |
| Montcalm                                                                | Saint-Esprit            | 49,30       | —                                  | R-125 nord – Sainte-Julienne, Rawdon, Saint-Donat R-158 est – Joliette, Saint-Jacques    | Terminus nord du multiplex avec la R-125 / R-158 |
| - Terminus de multiplex - Accès incomplet - Péage - Transition de route |                         |             |                                    |                                                                                          | |